# Weiningen (kanton Zurych)
Weiningen (gzu. Wiinige) – miejscowość i gmina (Politische Gemeinde) w północnej Szwajcarii, w kantonie Zurych, w okręgu (Bezirk) Dietikon. Graniczy z gminą Oetwil an der Limmat.
Gmina została po raz pierwszy wspomniana w dokumentach w 870 roku jako Winingon.

## Demografia
W Weiningen mieszkają 4883 osoby. W 2021 roku 30,5% populacji gminy stanowiły osoby urodzone poza Szwajcarią.
W 2000 roku 85,8% populacji mówiło w języku niemieckim, 3,9% w języku włoskim, a 2,6% populacji w języku albańskim. Jedna osoba w gminie mówiła w języku romansz.
Zmiany w liczbie ludności na przestrzeni lat przedstawia poniższy wykres:

## Transport
Przez teren gminy przebiegają autostrady A1, A3 i A4.